# Stephen Chbosky

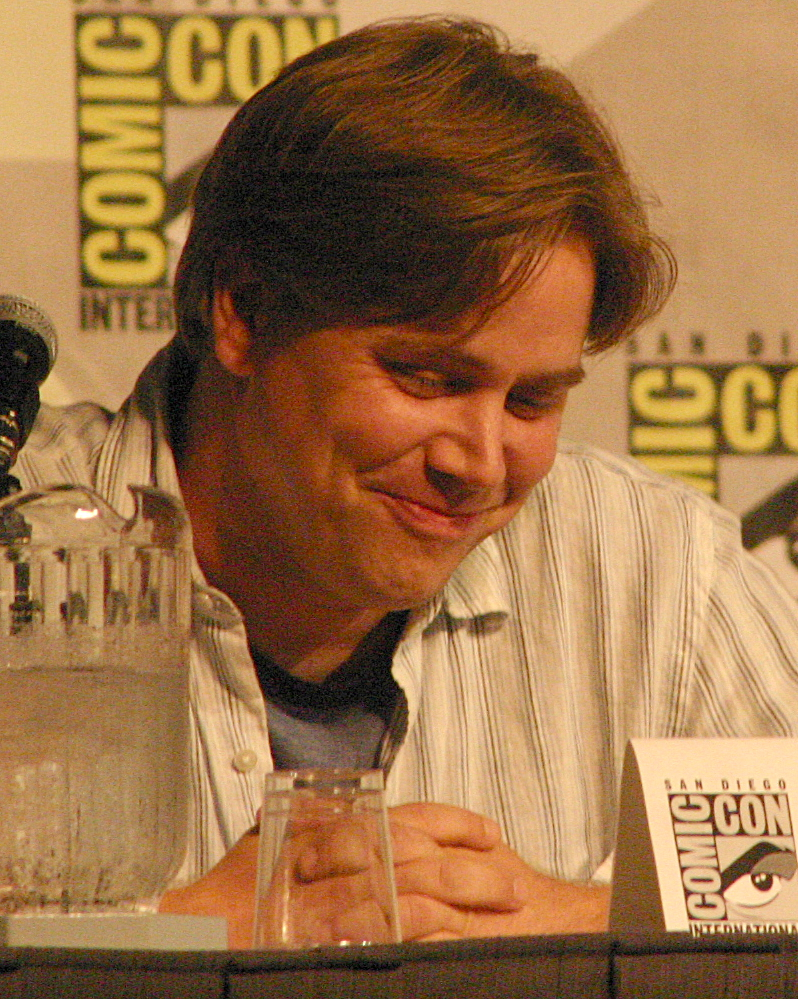
Chbosky auf der Comic Con San Diego, 2006

Stephen Chbosky (* 25. Januar 1970 in Pittsburgh) ist ein amerikanischer Roman- und Drehbuchautor sowie Regisseur. Chbosky ist bekannt durch den von ihm verfassten New-York-Times-Bestseller Vielleicht lieber morgen (The Perks of Being a Wallflower) aus dem Jahr 1999, der vom Erwachsenwerden handelt. Für die Verfilmung mit Logan Lerman, Emma Watson und Ezra Miller hat er sowohl das Drehbuch verfasst als auch Regie geführt.

## Leben
Chbosky wurde in Pittsburgh, Pennsylvania geboren und wuchs in Upper St. Clair – einem Vorort von Pittsburgh – auf. Er ist der Sohn von Lea (geborene Meyer), Steuerfachangestellte, und Fred G. Chbosky, Führungskraft und Berater für CFOs in einem Stahlunternehmen. Chbosky hat eine Schwester, Stacy. Er wurde katholisch erzogen.
Mit der 1995 produzierten Filmkomödie The Four Corners of Nowhere gab Chbosky sein Debüt als Drehbuchautor sowie Regisseur. Erst im Jahr 2000 trat er diesbezüglich erneut in Erscheinung und beteiligte sich an einigen Folgen der Serie Brutally Normal. Nach der Drehbucharbeit an Rent entwickelte Chbosky die Fernsehserie Jericho – Der Anschlag, die von 2006 bis 2008 produziert wurde.
International bekannt wurde Chbosky allerdings durch seinen Roman Vielleicht lieber morgen (in späterer Übersetzung Das also ist mein Leben). Die Erzählung richtete sich zwar explizit an Jugendliche und wurde vom Verlag Pocket Books beim Tochterverlag MTV Books als Literatur für Young Adults veröffentlicht, das Buch entwickelte sich dennoch zu einem Bestseller für alle Altersstufen. 2012 adaptierte und inszenierte Chbosky selbst die Filmversion mit Logan Lerman, Emma Watson und Ezra Miller. Der Film wurde er für zahlreiche Preise nominiert und er gewann einen Chlotrudis Award in der Kategorie Bestes adaptiertes Drehbuch sowie einen Independent Spirit Award. Am 1. Oktober 2019, also 20 Jahre nach seinem literarischen Debüt, erschien Chboskys zweiter Roman, die Horrorgeschichte Imaginary Friend.
Chbosky war an dem Drehbuch von Die Schöne und das Biest (2017) beteiligt. Außerdem erschien im gleichen Jahr die von ihm inszenierte Literaturverfilmung Wunder.
2018 wurde er in die Academy of Motion Picture Arts and Sciences berufen, die u. a. die Oscars vergibt.

## Filmografie (Auswahl)
- 2012: Vielleicht lieber morgen (The Perks of Being a Wallflower)
- 2017: Wunder (Wonder)
- 2021: Dear Evan Hansen
- 2025: Nonnas